# 辛格利斯湖

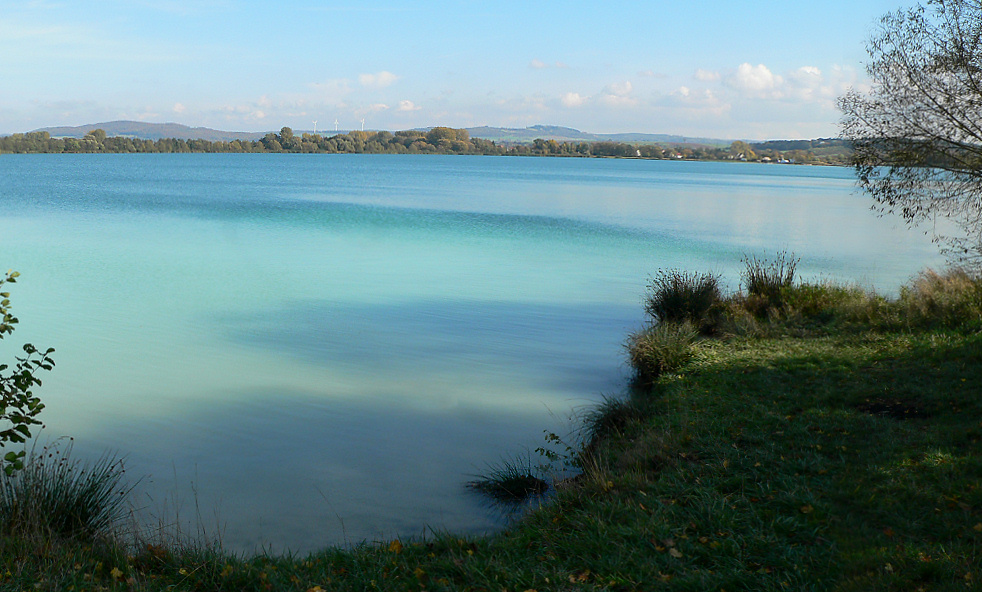

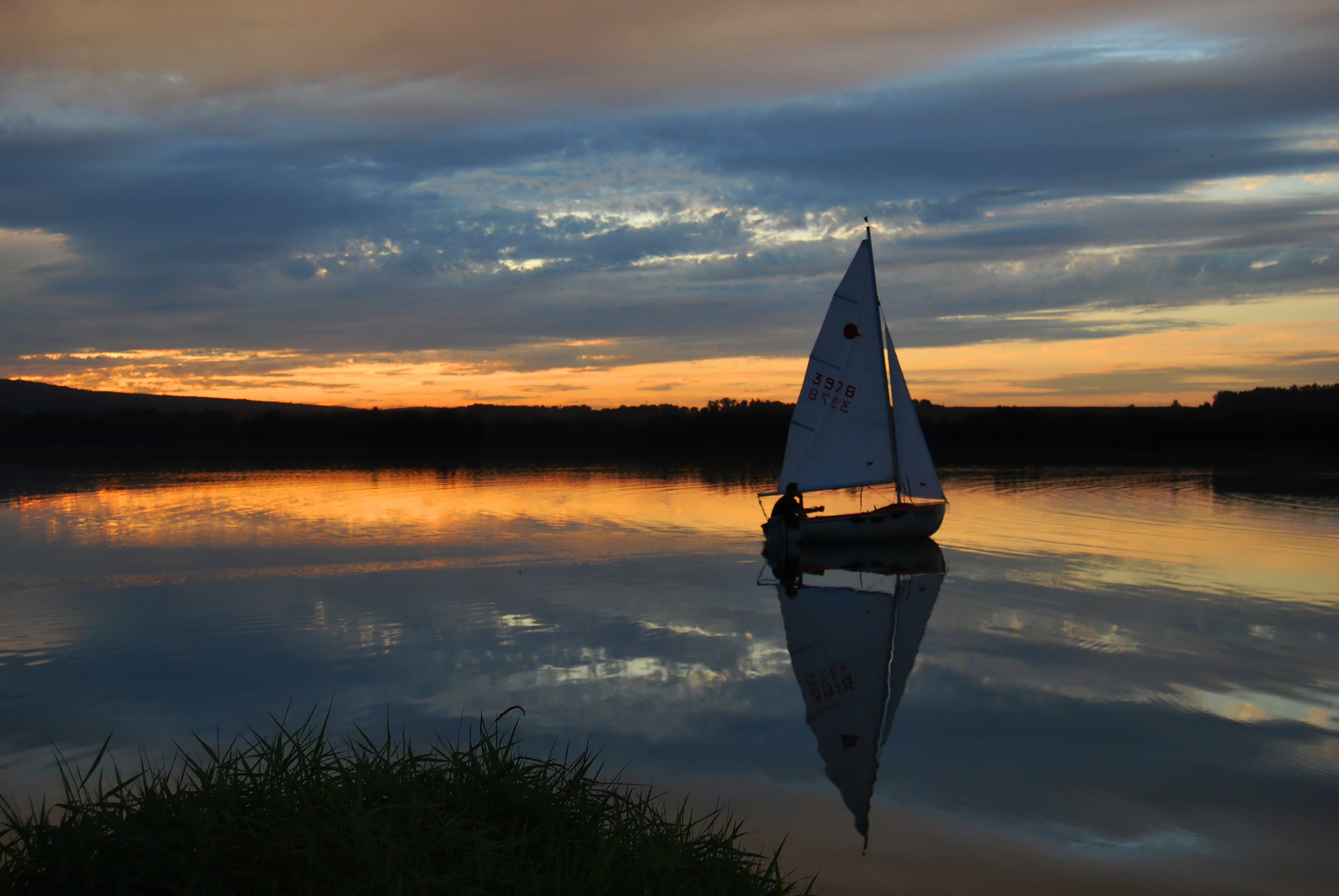
rightmage:Borken Singliser See 2008.jpg

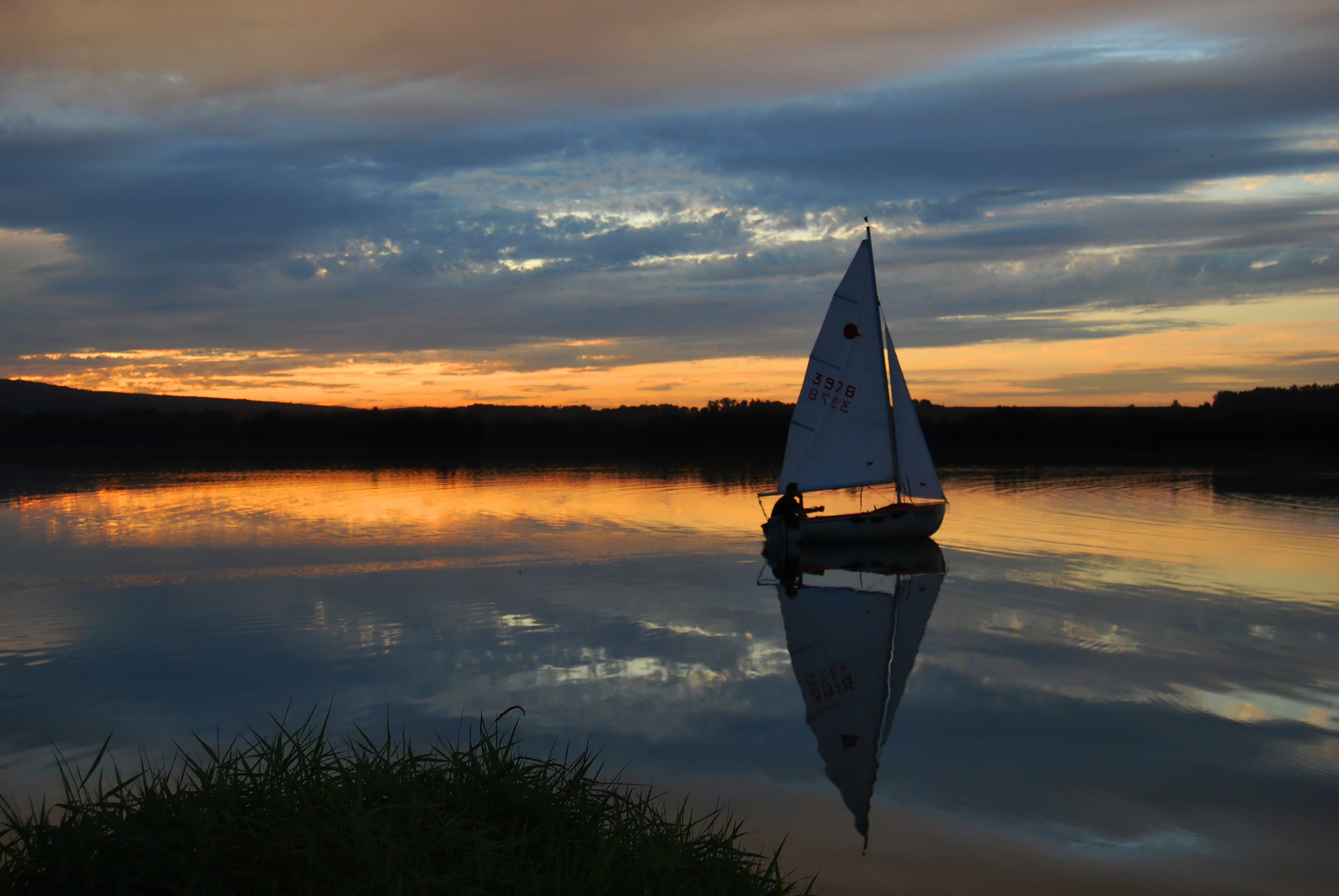

51°03′35″N 9°18′18″E / 51.059691°N 9.305133°E
辛格利斯湖（德語：Singliser See），是德國的人工湖泊，位於該國中部，由黑森州負責管轄，處於施瓦爾姆-埃德爾縣，長1.2公里、寬0.9公里，面積0.74平方公里，海拔高度185米。